# Hedwig Jarke
Hedwig Jarke (* 1882 in Berlin; † August 1949 in Starnberg) war eine deutsche Künstlerin des Japonismus und des Jugendstils. Sie schuf vor allem japanische Farbholzschnitte.

## Leben
Hedwig Jarke war eine Schülerin von Hans Eduard von Berlepsch-Valendas, der in München lehrte. Bei der Internationalen Ausstellung für Buchhandel und Grafik in Leipzig wurde sie 1914 mit einer Silbermedaille ausgezeichnet. Die Künstlerin, die in Starnberg lebte, schuf Modelle für die Wiener Porzellanmanufaktur Augarten, darunter eine Reiterstatue des Prinzen Eugen. Sie gestaltete das Titelblatt zur Nr. 23 der Zeitschrift Jugend des Jahres 1918.
Werke Jarkes befinden sich in der Staatlichen Kunstbibliothek und im Kupferstichkabinett  Berlin. Auch der Nassauische Kunstverein in Wiesbaden besitzt Arbeiten Hedwig Jarkes und in der Staatlichen Graphischen Sammlung München befindet sich ihr Blatt Landschaft bei Regen.

## Ausstellungen
2013/14 war sie in der Ausstellung Wege zu Gabriele Münter und Käthe Kollwitz im Reutlinger Spendhaus vertreten.
Im Winter 2017/18 war ihr Farbholzschnitt Zwei Birken in der Ausstellung Endlich Schnee! Holzschnitte des Jugendstils im Deutschordensmuseum in Bad Mergentheim zu sehen.